# Neto (ur. 1989)
Neto, właśc. Norberto Murara Neto (ur. 19 lipca 1989 w Araxá) – brazylijski piłkarz, występujący na pozycji bramkarza w angielskim klubie Arsenal, do którego jest wypożyczony z AFC Bournemouth.

## Kariera klubowa

### Athletico Paranaense
Neto dołączył do pierwszej drużyny Athletico Paranaense w 2010 roku. W swoim debiucie został zawieszony na dwa mecze, ale po powrocie został podstawowym bramkarzem swojej drużyny.

### Fiorentina
5 stycznia 2011 roku Neto zgodził się na przenosiny do Fiorentiny. Zadebiutował 24 listopada 2011 roku w wygranym 2-1 meczu z Empoli FC.
3 maja 2014 roku zagrał w finale Pucharu Włoch i Fiorentina uległa SSC Napoli 1-3.

### Juventus
3 lipca 2015 roku Neto dołączył do Juventusu na cztery lata za darmo z Fiorentiny. 23 września tego samego roku zadebiutował w barwach bianconeri w meczu z Frosinone Calcio. 16 grudnia 2015 roku Neto zachował pierwsze czyste konto w barwach Juve w meczu z Torino FC wygranym 4-0.

### Valencia
W lipcu 2017 roku przeniósł się do hiszpańskiego klubu Valencia CF za 7 mln euro.

### Barcelona
W czerwcu 2019 roku przeniósł się do hiszpańskiej FC Barcelony, w której będzie grać od sezonu 2019/2020.
W barwach Barcelony zadebiutował 10 grudnia w meczu wyjazdowym Ligi Mistrzów z Interem Mediolan, wygranym przez „Blaugranę” 2:1.

## Kariera reprezentacyjna
Neto był w kadrze na Igrzyska Olimpijskie 2012 w Londynie, a Brazylia zdobyła srebrny medal. Został również powołany do kadry na Copa America 2015.

## Statystyki kariery
Stan na 7 maja 2022
| Klub                 | Sezon              | Liga               | Liga  | Liga | Puchar kraju | Puchar kraju | Kontynentalne | Kontynentalne | Inne  | Inne | Suma  | Suma |
| Klub                 | Sezon              | Liga               | Mecze | Gole | Mecze        | Gole         | Mecze         | Gole          | Mecze | Gole | Mecze | Gole |
| -------------------- | ------------------ | ------------------ | ----- | ---- | ------------ | ------------ | ------------- | ------------- | ----- | ---- | ----- | ---- |
| Athletico Paranaense | 2009               | Série A            | 2     | 0    | 0            | 0            | –             | –             | –     | –    | 2     | 0    |
| Athletico Paranaense | 2010               | Série A            | 34    | 0    | 0            | 0            | –             | –             | –     | –    | 34    | 0    |
| Athletico Paranaense | Ogólnie            | Ogólnie            | 36    | 0    | 0            | 0            | –             | –             | –     | –    | 36    | 0    |
| ACF Fiorentina       | 2010/11            | Serie A            | 0     | 0    | 0            | 0            | –             | –             | –     | –    | 0     | 0    |
| ACF Fiorentina       | 2011/12            | Serie A            | 2     | 0    | 2            | 0            | –             | –             | –     | –    | 4     | 0    |
| ACF Fiorentina       | 2012/13            | Serie A            | 6     | 0    | 4            | 0            | –             | –             | –     | –    | 10    | 0    |
| ACF Fiorentina       | 2013/14            | Serie A            | 35    | 0    | 5            | 0            | 9             | 0             | –     | –    | 49    | 0    |
| ACF Fiorentina       | 2014/15            | Serie A            | 29    | 0    | 2            | 0            | 7             | 0             | –     | –    | 38    | 0    |
| ACF Fiorentina       | Ogólnie            | Ogólnie            | 72    | 0    | 13           | 0            | 16            | 0             | –     | –    | 101   | 0    |
| Juventus F.C.        | 2015/16            | Serie A            | 3     | 0    | 5            | 0            | 0             | 0             | 0     | 0    | 8     | 0    |
| Juventus F.C.        | 2016/17            | Serie A            | 8     | 0    | 5            | 0            | 1             | 0             | 0     | 0    | 14    | 0    |
| Juventus F.C.        | Ogólnie            | Ogólnie            | 11    | 0    | 10           | 0            | 1             | 0             | 0     | 0    | 22    | 0    |
| Valencia CF          | 2017/18            | Primera División   | 33    | 0    | 0            | 0            | –             | –             | –     | –    | 33    | 0    |
| Valencia CF          | 2018/19            | Primera División   | 34    | 0    | 0            | 0            | 13            | 0             | –     | –    | 47    | 0    |
| Valencia CF          | Ogólnie            | Ogólnie            | 67    | 0    | 0            | 0            | 13            | 0             | –     | –    | 80    | 0    |
| FC Barcelona         | 2019/20            | Primera División   | 2     | 0    | 1            | 0            | 1             | 0             | 1     | 0    | 5     | 0    |
| FC Barcelona         | 2020/21            | Primera División   | 7     | 0    | 2            | 0            | 3             | 0             | 0     | 0    | 12    | 0    |
| FC Barcelona         | 2021/22            | Primera División   | 3     | 0    | 1            | 0            | 0             | 0             | 0     | 0    | 4     | 0    |
| FC Barcelona         | Ogólnie            | Ogólnie            | 12    | 0    | 4            | 0            | 4             | 0             | 1     | 0    | 21    | 0    |
| Ogólnie w karierze   | Ogólnie w karierze | Ogólnie w karierze | 198   | 0    | 27           | 0            | 34            | 0             | 1     | 0    | 260   | 0    |

## Sukcesy

### Juventus FC
- Mistrzostwo Włoch (2x): 2015/16, 2016/17
- Puchar Włoch (2x): 2015/16, 2016/17
- Superpuchar Włoch (1x): 2015

### FC Barcelona
- Puchar Króla: 2020/2021